# كأس أوروبا 1960–61
كأس أوروبا 61–1960 هو النسخة السادسة من دوري أبطال أوروبا بمسماها القديم كأس أوروبا للأندية، فاز فريق بنفيكا للمرة الأولى باللقب بعد تغلبه على فريق برشلونة 3-2، أقيمت المبارة النهائية بين الفريقين في برن بتاريخ 31 مايو من عام 1961. استطاع نادي بنفيكا من كسر احتكار نادي ريال مدريد للبطولة بعد أن فاز فيها هذا الأخير لمدة خمسة مواسم مُتتالية.

## الدور التمهيدي
تم عقد القرعة في باريس، فرنسا يوم 7 يوليو 1960. 27 فريقاً أبطالاً لدورياتهم إضافةً إلى حامل اللقب ريال مدريد يتنافسون في المسابقة. تم إعفاء حامل اللقب ريال مدريد من الدور التمهيدي ويُعتبر مُتأهل إلى دور الـ 16، الفرق الـ 27 المُتبقية يُوزعون في ثلاثة مجموعات بحسب الموقع الجغرافي. وأول فريق الذي يُحالفه الحظ بالقرعة من كل مجموعة يتأهل مباشرةً إلى دور الـ 16 دون خوض الدور التمهيدي فيما تخوض الفرق المتبقية الدور التمهيدي بنظام الذهاب والإياب عن طريق الخروج المغلوب. وأسفرت القرعة عن تأهل ثلاثة فرق كما يلي:
|                               | مجموعة 1 شمال أوروبا                                                          | مجموعة 2 غرب أوروبا                                             | مجموعة 3 شرق أوروبا                                                  |
| ----------------------------- | ----------------------------------------------------------------------------- | --------------------------------------------------------------- | -------------------------------------------------------------------- |
| الدول                         | إيرلندا الشمالية ألمانيا الغربية بولندا النرويج فنلندا السويد الدنمارك هولندا | فرنسا إيرلندا بلجيكا لوكسمبورغ سويسرا اسكتلندا إسبانيا البرتغال | النمسا رومانيا بلغاريا تركيا تشيكو سلوفاكيا المجر يوغوسلافيا إيطاليا |
| الفرق المتأهلة إلى دور الـ 16 | هامبورغ                                                                       | بيرنلي                                                          | باناثينايكوس                                                         |

وأسفرت قرعة المباريات للفرق كالتالي:
| الفريق الأول            | إجم. | الفريق الثاني   | مباراة الذهاب | مباراة الإياب |
| ----------------------- | ---- | --------------- | ------------- | ------------- |
| هارت أوف ميدلوثيان      | 1–5  | نادي بنفيكا     | 1–2           | 0–3           |
| النجم الأحمر بلغراد     | 1–5  | نادي أويبست     | 1–2           | 0–3           |
| نادي فريدريكستاد        | 4–3  | أياكس أمستردام  | 4–3           | 0–0           |
| آرهوس جمناستيك فورينينغ | 3–1  | ليغيا وارسو     | 3–0           | 0–1           |
| يوفنتوس                 | 3–4  | سسكا صوفيا      | 2–0           | 1–4           |
| اتش آي اف كي            | 2–5  | آي اف كي مالمو  | 1–3           | 1–2           |
| رابيد فيينا             | 4–1  | نادي بشكتاش     | 4–0           | 0–1           |
| نادي يميريك             | 2–9  | نادي يانغ بويز  | 0–5           | 2–4           |
| ستيوا بوخارست           | ل.ت  | هراتس كالوفه    | –             | –             |
| غلينافون                | ل.ت  | إرتسجيبيرجه آوه | –             | –             |
| نادي ستاد ريمس          | 11–1 | جينيس إيسش      | 6–1           | 5–0           |
| نادي برشلونة            | 5–0  | ليرس            | 2–0           | 3–0           |

1. ↑  بسبب منع كلا البلدين من دخول تأشيرة البلد الآخر. فقد سمح الاتحاد الأوروبي بإقامة المباريات بأرضٍ مُحايدة. إلا أن نادي غلينافون امتنع عن ذلك بسبب التكلفة المادية.[2]

### مباريات الذهاب
| هارت أوف ميدلوثيان | 1–2   | نادي بنفيكا                                   |
| ------------------ | ----- | --------------------------------------------- |
| أليكس يونغ 80'     | تقرير | خوسيه أغواس 36' · جوزيه أوغوستو دي ألميدا 74' |

| النجم الأحمر بلغراد | 1–2   | نادي أويبست                           |
| ------------------- | ----- | ------------------------------------- |
| بورا كوستيتش 17'    | تقرير | جانوس غوروكس 35' · بيلا كوهارسزكي 68' |

| نادي يميريك | 0–5   | نادي يانغ بويز                                                                  |
| ----------- | ----- | ------------------------------------------------------------------------------- |
|             | تقرير | إيرنست فيشسيلبرغر 54'، 88' · ويلي شنايدر 70' · ريتشارد دور 76' · أوغين ماير 82' |

| نادي فريدريكستاد                                             | 4–3   | أياكس أمستردام                                |
| ------------------------------------------------------------ | ----- | --------------------------------------------- |
| ويلي أولسن 35'، 61' · بير كريستوفرسين 49' · أرني بيديرسن 59' | تقرير | هينك غروت 25' · ساك سوارت 37' · بيني مولر 75' |

| رابيد فيينا                                                                     | 4–0   | نادي بشكتاش |
| ------------------------------------------------------------------------------- | ----- | ----------- |
| منير ألتاي 9' (ه.ذ) · روبيرت دينست 20' · والتر غلينتشر 86' · جوزيف بيرتالان 90' | تقرير |             |

| آرهوس جمناستيك فورينينغ                                      | 3–0   | ليغيا وارسو |
| ------------------------------------------------------------ | ----- | ----------- |
| يون أمديسن 32' · بيدير كاير-أندرسن 54' · جينس آرني جينسن 75' | تقرير |             |

| يوفنتوس                               | 2–0   | سسكا صوفيا |
| ------------------------------------- | ----- | ---------- |
| سيفيرينو لوجوديسي 5' · عمر سيفوري 24' | تقرير |            |

| اتش آي اف كي        | 1–3   | آي اف كي مالمو                       |
| ------------------- | ----- | ------------------------------------ |
| أونتو نيفالينين 68' | تقرير | هانز أولوفسون 25'، 40' · بو بورغ 68' |

| نادي ستاد ريمس                                                                        | 6–1   | جينيس إيسش        |
| ------------------------------------------------------------------------------------- | ----- | ----------------- |
| جان فنسان 4'، 59' · دومينيك روستشيلي 16' · كلاودي دوبايلي 38'، 64' · روجو بينتوني 85' | تقرير | جوليس ميوريسي 87' |

| نادي برشلونة                                   | 2–0   | ليرس |
| ---------------------------------------------- | ----- | ---- |
| زولتان تشيبور 17' · لويس سواريز ميرامونتيس 70' | تقرير |      |

### مباريات الإياب
| نادي بنفيكا                                       | 3–0   | هارت أوف ميدلوثيان |
| ------------------------------------------------- | ----- | ------------------ |
| خوسيه أغواس 7'، 60' · جوزيه أوغوستو دي ألميدا 49' | تقرير |                    |

بنفيكا فاز 5–1 في المجموع.
| نادي أويبست                                               | 3–0   | النجم الأحمر بلغراد |
| --------------------------------------------------------- | ----- | ------------------- |
| جيورجي بورساني 70' · لاسزلو باتاكي 71' · جانوس غوروكس 87' | تقرير |                     |

أويبست فاز 5–1 في المجموع.
| نادي يانغ بويز                                            | 4–2   | نادي يميريك                        |
| --------------------------------------------------------- | ----- | ---------------------------------- |
| أنتون أليمان 40' · ويلي شنايدر 68'، 72' · ريتشارد دور 81' | تقرير | دونالدو والاس 36' · ليو أوريلي 75' |

يونغ بويز فاز 9–2 في المجموع.
| أياكس أمستردام | 0–0   | نادي فريدريكستاد |
| -------------- | ----- | ---------------- |
|                | تقرير |                  |

فريدريكستاد فاز 4–3 في المجموع.
| ليغيا وارسو      | 1–0   | آرهوس جمناستيك فورينينغ |
| ---------------- | ----- | ----------------------- |
| هيلموت نوفاك 29' | تقرير |                         |

آرهوس جمناستيك فورينينغ فاز 3–1 في المجموع.
| سسكا صوفيا                                                                         | 4–1   | يوفنتوس          |
| ---------------------------------------------------------------------------------- | ----- | ---------------- |
| كيريل راكاروف 19' · نيكولا كوفاشيف 56' · بانايوت بانايوتوف 68' · نيكولا تسانيف 75' | تقرير | برونو نيكولي 88' |

سسكا صوفيا فاز 4–3 في المجموع.
| آي اف كي مالمو                      | 2–1   | اتش آي اف كي       |
| ----------------------------------- | ----- | ------------------ |
| سفين لوندكفيست 22' · غوستا لونغ 24' | تقرير | بانويوت كيفيلا 29' |

'آي اف كي مالمو فاز 5–2 في المجموع.
| نادي بشكتاش      | 1–0   | رابيد فيينا |
| ---------------- | ----- | ----------- |
| أهمت أوزاكار 11' | تقرير |             |

رابيد فيينا فاز 4–1 في المجموع.
| جينيس إيسش | 0–5   | نادي ستاد ريمس                                                                         |
| ---------- | ----- | -------------------------------------------------------------------------------------- |
|            | تقرير | جان فنسان 50' · مارسيل مورياو 54' · فيكتور هينين 60' (ه.ذ) · دومينيك روستشيلي 63'، 69' |

ستاد ريمس فاز 11–1 في المجموع.
| ليرس | 0–3   | نادي برشلونة                                      |
| ---- | ----- | ------------------------------------------------- |
|      | تقرير | رامون فيلافيردي 7' · إيفاريستو دي ماسيدو 26'، 77' |

برشلونة فاز 5–0 في المجموع.

## دور الـ 16
| الفريق الأول            | إجم. | الفريق الثاني    | مباراة الذهاب | مباراة الإياب |
| ----------------------- | ---- | ---------------- | ------------- | ------------- |
| نادي بنفيكا             | 7–4  | نادي أويبست      | 6–2           | 1–2           |
| آرهوس جمناستيك فورينينغ | 4–0  | نادي فريدريكستاد | 3–0           | 1–0           |
| رابيد فيينا             | 3–13 | إرتسجيبيرجه آوه  | 3–1           | 0–2           |
| آي اف كي مالمو          | 2–1  | سسكا صوفيا       | 1–0           | 1–1           |
| ريال مدريد              | 3–4  | نادي برشلونة     | 2–2           | 1–2           |
| نادي هراتس كرالوفه      | 1–0  | باناثينايكوس     | 1–0           | 0–0           |
| نادي بيرنلي             | 4–3  | نادي ستاد ريمس   | 2–0           | 2–3           |
| نادي يانغ بويز          | 3–8  | نادي هامبورغ     | 0–5           | 3–3           |

1 فاز رابيد فيينا 1-0 في مباراة فاصلة.

### مباريات الذهاب
| نادي بنفيكا                                                                                         | 6–2   | نادي أويبست                          |
| --------------------------------------------------------------------------------------------------- | ----- | ------------------------------------ |
| ماريو كولونا 1' · خوسيه أغواس 5'، 11' · خواكيم سانتانا سيلفا 16'، 28' · جوزيه أوغوستو دي ألميدا 88' | تقرير | جانوس غوروكس 70' · ميكلوس باتاكي 77' |

| آرهوس جمناستيك فورينينغ                          | 3–0   | نادي فريدريكستاد |
| ------------------------------------------------ | ----- | ---------------- |
| يون أمديسن 74' · فين أوفيربي 83' · رو جينسين 85' | تقرير |                  |

| رابيد فيينا                                                  | 3–1   | إرتسجيبيرجه آوه  |
| ------------------------------------------------------------ | ----- | ---------------- |
| روبيرت دينست 5' · برانكو ميلانوفيتش 52' · غيرهارد هانابي 61' | تقرير | كونراد فاغنر 17' |

| آي اف كي مالمو  | 1–0   | سسكا صوفيا |
| --------------- | ----- | ---------- |
| أكي كارلسون 80' | تقرير |            |

| ريال مدريد                             | 2–2   | نادي برشلونة                          |
| -------------------------------------- | ----- | ------------------------------------- |
| إنريكي ماتيوس 1' · فرانشيسكو خينتو 33' | تقرير | لويس سواريز ميرامونتيس 27'، 88' (ض.ج) |

| نادي هراتس كرالوفه | 1–0   | باناثينايكوس |
| ------------------ | ----- | ------------ |
| بيدريتش سونكا 89'  | تقرير |              |

| نادي بيرنلي                        | 2–0   | نادي ستاد ريمس |
| ---------------------------------- | ----- | -------------- |
| جيمي مكيلوري 25' · جيمي روبسون 40' | تقرير |                |

| نادي يانغ بويز | 0–5   | نادي هامبورغ                                                  |
| -------------- | ----- | ------------------------------------------------------------- |
|                | تقرير | كلاوس ستورمير 24'، 51' · أوفه زيلر 35'، 39' · كلاوس نيسنر 74' |

### مباريات الإياب
| نادي أويبست                          | 2–1   | نادي بنفيكا             |
| ------------------------------------ | ----- | ----------------------- |
| إستفان هالابي 55' · فيرينك سوسزا 61' | تقرير | خواكيم سانتانا سيلفا 5' |

بنفيكا فاز 7–4 في المجموع.
| نادي فريدريكستاد | 0–1   | آرهوس جمناستيك فورينينغ |
| ---------------- | ----- | ----------------------- |
|                  | تقرير | فين أوفيربي 49'         |

آرهوس جمناستيك فورينينغ فاز 4–0 في المجموع.
| إرتسجيبيرجه آوه                      | 2–0   | رابيد فيينا |
| ------------------------------------ | ----- | ----------- |
| فيرنير بامبيرغر 49' · كلاوس زينك 61' | تقرير |             |

تعادل الفريقان 3-3 في المجموع. لجأ الفريقان إلى مباراة فاصلة
| رابيد فيينا    | 1–0   | إرتسجيبيرجه آوه |
| -------------- | ----- | --------------- |
| رودي فلوغيل 4' | تقرير |                 |

رابيد فيينا فاز 1–0 في مباراة فاصلة.
| سسكا صوفيا        | 1–1   | آي اف كي مالمو   |
| ----------------- | ----- | ---------------- |
| نيكولا ستانيف 21' | تقرير | هانز أولفسون 52' |

آي اف كي مالمو فاز 2–1 في المجموع.
| نادي برشلونة                               | 2–1   | ريال مدريد  |
| ------------------------------------------ | ----- | ----------- |
| مارتي فيرغاس 33' · إيفاريستو دي ماسيدو 81' | تقرير | كاناريو 87' |

برشلونة فاز 4–3 في المجموع.
| باناثينايكوس | 0–0   | نادي هراتس كرالوفه |
| ------------ | ----- | ------------------ |
|              | تقرير |                    |

هراتس كرالوفه فاز 1–0 في المجموع.
| نادي ستاد ريمس                           | 3–2   | نادي بيرنلي                      |
| ---------------------------------------- | ----- | -------------------------------- |
| روجر بينتوني 50' · برونو رودزيك 56'، 75' | تقرير | جيمي روبسون 33' · جون كونيلي 57' |

بيرنلي فاز 4–3 في المجموع.
| هامبورغ                                                   | 3–3   | نادي يانغ بويز                                            |
| --------------------------------------------------------- | ----- | --------------------------------------------------------- |
| كلاوس ستورمر 12' · غيرت دورفيل 68' · ليون والكر 86' (ه.ذ) | تقرير | هاينز بيغلر 21' (ض.ج) · أوغين ماير 25' · هاينز سكينتر 48' |

هامبورغ فاز 8–3 في المجموع.

## ربع النهائي
| الفريق الأول | إجم. | الفريق الثاني           | مباراة الذهاب | مباراة الإياب |
| ------------ | ---- | ----------------------- | ------------- | ------------- |
| نادي بنفيكا  | 7–2  | آرهوس جمناستيك فورينينغ | 3–1           | 4–1           |
| رابيد فيينا  | 4–0  | آي اف كي مالمو          | 2–0           | 2–0           |
| نادي برشلونة | 5–1  | هراتس كرالوفه           | 4–0           | 1–1           |
| نادي بيرنلي  | 4–5  | نادي هامبورغ            | 3–1           | 1–4           |

### مباريات الذهاب
| نادي بنفيكا                                              | 3–1               | آرهوس جمناستيك فورينينغ |
| -------------------------------------------------------- | ----------------- | ----------------------- |
| خوسيه أغواس 20'، 60' · جوزيه أوغوستو دي ألميدا 50' (ض.ج) | تقرير MatchCentre | يون أمديسن 52'          |

| رابيد فيينا                           | 2–0               | آي اف كي مالمو |
| ------------------------------------- | ----------------- | -------------- |
| روبيرت دينست 44' · جوزيف بيرتالان 87' | تقرير MatchCentre |                |

| نادي برشلونة                                                                | 4–0               | نادي هراتس كرالوفه |
| --------------------------------------------------------------------------- | ----------------- | ------------------ |
| جوستو تيغادا 11'، 64' · إيفاريستو دي ماسيدو 39' · لاديسلاو كوبالا 90' (ض.ج) | تقرير MatchCentre |                    |

| نادي بيرنلي                               | 3–1               | نادي هامبورغ    |
| ----------------------------------------- | ----------------- | --------------- |
| برين بيلكينغتون 8'، 60' · جيمي روبسون 74' | تقرير MatchCentre | غيرت دورفيل 76' |

### مباريات الإياب
| آرهوس جمناستيك فورينينغ      | 1–4               | نادي بنفيكا                                                                  |
| ---------------------------- | ----------------- | ---------------------------------------------------------------------------- |
| جيرمانو دي فيكريدو 77' (ه.ذ) | تقرير MatchCentre | جوزيه أوغوستو دي ألميدا 2'، 42' · خوسيه أغواس 32' · خواكيم سانتانا سيلفا 81' |

بنفيكا فاز 7–2 في المجموع.
| آي اف كي مالمو | 0–2               | رابيد فيينا                          |
| -------------- | ----------------- | ------------------------------------ |
|                | تقرير MatchCentre | جوزيف بيرتالان 39' · رودي فلوغيل 83' |

رابيد فيينا فاز 4–0 في المجموع.
| نادي هراتس كرالوفه | 1–1               | نادي برشلونة               |
| ------------------ | ----------------- | -------------------------- |
| زدينك زيكان 33'    | تقرير MatchCentre | لويس سواريز ميرامونتيس 24' |

برشلونة فاز 5–1 في المجموع.
| نادي هامبورغ                                            | 4–1               | نادي بيرنلي      |
| ------------------------------------------------------- | ----------------- | ---------------- |
| كلاوس ستورمير 8' · أوفه زيلر 41'، 75' · غيرت دورفيل 56' | تقرير MatchCentre | غوردون هاريس 55' |

هامبورغ فاز 5–4 في المجموع.

## نصف النهائي
| الفريق الأول | إجم. | الفريق الثاني | مباراة الذهاب | مباراة الإياب |
| ------------ | ---- | ------------- | ------------- | ------------- |
| نادي بنفيكا  | 4–1  | رابيد فيينا   | 3–0           | 1–1           |
| نادي برشلونة | 2–12 | نادي هامبورغ  | 1–0           | 1–2           |

1 فاز برشلونة 1-0 في مباراة فاصلة.

### مباريات الذهاب
| نادي بنفيكا                                              | 3–0               | رابيد فيينا |
| -------------------------------------------------------- | ----------------- | ----------- |
| ماريو كولونا 15' · خوسيه أغواس 25' · دوميسيانو كافيم 63' | تقرير MatchCentre |             |

| نادي برشلونة            | 1–0               | نادي هامبورغ |
| ----------------------- | ----------------- | ------------ |
| إيفاريستو دي ماسيدو 46' | تقرير MatchCentre |              |

### مباريات الإياب
| رابيد فيينا      | 1–1               | نادي بنفيكا     |
| ---------------- | ----------------- | --------------- |
| والتر سكوسيك 70' | تقرير MatchCentre | خوسيه أغواس 66' |

انتهت المباراة قبل النهاية بدقيقتين بسبب أعمال الشغب.
بنفيكا فاز 4–1 في المجموع.
| نادي هامبورغ                  | 2–1               | نادي برشلونة      |
| ----------------------------- | ----------------- | ----------------- |
| بيتر وولف 59' · أوفه زيلر 68' | تقرير MatchCentre | ساندور كوتشيس 90' |

تعادل لفريقان 2-2 في المجموع.
| نادي برشلونة            | 1–0               | نادي هامبورغ |
| ----------------------- | ----------------- | ------------ |
| إيفاريستو دي ماسيدو 43' | تقرير MatchCentre |              |

برشلونة فاز 1–0 في مباراة فاصلة.

## النهائي
| نادي بنفيكا                                                    | 3–2         | نادي برشلونة                          |
| -------------------------------------------------------------- | ----------- | ------------------------------------- |
| خوسيه أغواس 31' · أنتوني راماييتس 32' (ه.ذ) · ماريو كولونا 55' | تقرير يويفا | ساندور كوتشيس 21' · زولتان تشيبور 75' |

## قائمة الهدافين
ترتيب الهدافين لموسم 1960–61 من دون احتساب الدور التمهيدي :
| المركز | الإسم                   | الفريق                  | الأهداف |
| ------ | ----------------------- | ----------------------- | ------- |
| 1      | خوسيه أغواس             | نادي بنفيكا             | 11      |
| 2      | إيفاريستو دي ماسيدو     | نادي برشلونة            | 6       |
| 2      | جوزيه أوغوستو دي ألميدا | نادي بنفيكا             | 6       |
| 4      | أوفه زيلر               | نادي هامبورغ            | 5       |
| 5      | خواكيم سانتانا سيلفا    | نادي بنفيكا             | 4       |
| 5      | كلاوس ستورمير           | نادي هامبورغ            | 4       |
| 5      | لويس سواريز ميرامونتيس  | نادي برشلونة            | 4       |
| 8      | يون أمديسن              | آرهوس جمناستيك فورينينغ | 3       |
| 8      | ماريو كولونا            | نادي بنفيكا             | 3       |
| 8      | غيرت دورفيل             | نادي هامبورغ            | 3       |
| 8      | جانوس غوروكس            | نادي أويبست             | 3       |
| 8      | هانز أولفسون            | آي اف كي مالمو          | 3       |
| 8      | جيمي روبسون             | نادي بيرنلي             | 3       |
| 8      | دومينيك روستشيلي        | نادي ستاد ريمس          | 3       |
| 8      | جان فنسان               | نادي ستاد ريمس          | 3       |